# Kim Yuna
Dans ce nom coréen, le nom de famille, Kim, précède le nom personnel.
Pour les articles homonymes, voir Kim.
Yuna Kim (en hangeul 김연아, API : kimjʌna) est une patineuse artistique sud-coréenne, née le 5 septembre 1990 à Bucheon.
Elle a été sacrée championne olympique le 25 février 2010 au Pacific Coliseum de Vancouver avec le score le plus élevé de l'histoire de son sport. Elle est également double championne du monde 2009 et 2013 et vice-championne olympique 2014. Outre ces trois titres majeurs, elle est double championne de la Finale du Grand Prix ISU et championne du monde junior 2006.
Yuna Kim prend sa retraite sportive après les Jeux olympiques 2014, et parmi ses nombreuses activités, elle est ambassadrice et membre du comité d'organisation des Jeux d'hiver 2018 qui ont lieu à Pyeongchang et où elle allume la vasque olympique lors de la cérémonie d'ouverture.
Yuna Kim est considérée comme une des légendes du patinage artistique ; elle est la première patineuse de l'histoire à avoir accompli le Super Grand Slam et elle est notamment appelée The Queen ou Queen Yuna.

## Biographie

### Vie privée
Son nom dans la forme coréenne est Kim Yun-a (comme l'indique la translittération en hangeul, mais il a été incorrectement transcrit en Yu-na sur son passeport lorsqu'elle est arrivée au Canada).
Yuna Kim est née à Bucheon, mais déménagea à Gunpo à l'âge de 6 ans. En 2006, elle a déménagé à Toronto pour l'entrainement. Yuna Kim va fréquenter la Korea university dès mars 2009. Devenue catholique en 2008, elle a choisi un nom de baptême chrétien : Stella.
Le 22 octobre 2022, elle épouse le chanteur coréen Ko Woorim.

### Carrière sportive

#### Niveau novice et junior

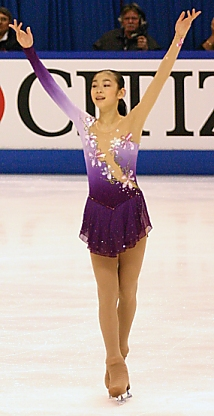
Yu-Na Kim aux championnats du monde junior 2005.

Yu-Na Kim a commencé le patinage à 6 ans, sous les encouragements de sa mère. En 2002, elle fait sa première compétition internationale, le Triglav Trophy, et la remporte. En 2003, âgée de 12 ans, elle devient la plus jeune femme à remporter le titre national de niveau senior aux championnats de la Corée du Sud. Elle a également remporté sa deuxième compétition internationale, le Golden Bear of Zagreb.
Lors de la saison 2004/2005, Yu-Na Kim a l'âge requis pour faire de la compétition au niveau junior. Elle remporte une médaille d'argent et une médaille d'or à ses 2 compétitions de Grand Prix junior et se qualifie pour la Finale. Elle y remporte la médaille d'argent, à 35,08 points derrière sa future rivale et gagnante de la Finale, Mao Asada. Kim remporte à nouveau le titre national de niveau senior avant de se rendre aux championnats du monde junior. Elle termine deuxième, encore une fois derrière Mao Asada.
Pour la saison 2005/2006, Yu-Na Kim reste dans les rangs juniors, étant donné qu'elle n'a pas l'âge minimal requis pour participer aux Jeux olympiques de Turin. Kim gagne ses 2 compétitions du Grand Prix junior et se qualifie pour la Finale. Elle remporte la Finale, à 28,34 points devant la médaillée d'argent Aki Sawada. Par la suite, Kim remporte un quatrième titre national de niveau senior. Lors des championnats du monde junior 2006, Kim fait face à la championne du monde junior en titre, la Japonaise Mao Asada. Kim remporte la médaille d'or à 24,19 points devant Asada.

#### Niveau senior

##### Saison 2006/2007

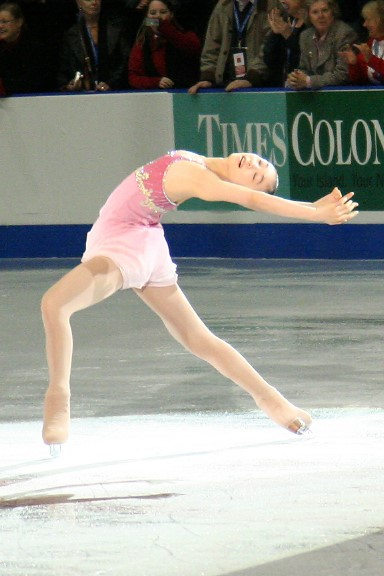
Yu-Na Kim à Skate Canada 2006.

Yuna Kim fait ses débuts dans les rangs senior. Elle participe à Skate Canada où elle gagne la médaille de bronze, après s'être classée première du programme court et 4e du programme libre. Elle gagne le Trophée Éric-Bompard, devançant de 10,1 points la médaillée d'argent, la japonaise Miki Ando. Elle se qualifie pour la Finale du Grand Prix. Étant troisième après le programme court, elle remporte le programme libre et termine première au total à 11,68 points de la médaillée d'argent Mao Asada.
Yuna Kim devait défendre son titre national, mais elle dut abandonner, gênée par une blessure. En janvier 2007, on lui a diagnostiqué une hernie discale à un niveau léger. À cause du classement de Choi Ji Eun aux championnats du monde 2006, la Corée du Sud n'a qu'une seule place pour les championnats du monde 2007. Malgré tout, Yuna Kim est sélectionnée pour les championnats du monde 2007, étant donné ses très bons résultats durant la saison.
Lors des championnats du monde 2007, Yuna Kim remporte le programme court, établissant un record mondial pour le plus haut score lors d'un programme court sous le nouveau système de notation de l'ISU. Elle se classe 4e au programme libre et termine à la 3e place. Elle remporte la médaille de bronze, à 8,31 points derrière la médaillée d'argent Mao Asada et à 5,91 devant la 4e place détenue par l'Américaine Kimmie Meissner. La performance de Yuna Kim permet à la Corée du Sud d'obtenir deux places aux championnats du monde 2008.

##### Saison 2007/2008
Kim commence la saison 2007/2008 en remportant la Coupe de Chine. Son score est à 24.34 points devant la médaillée d'argent, l'Américaine Caroline Zhang. Par la suite, Kim gagne à la Coupe de  Russie. Elle remporte le programme court et le programme libre pour terminer à 24.43 points devant la médaillée d'argent, la Japonaise Yukari Nakano. De plus, Kim a établi un nouveau record pour le plus haut score lors d'un programme libre.
Ses 2 victoires permettent à Yu-Na Kim de se qualifier à la Finale du Grand Prix. Elle s'y rend en tant que championne en titre. Elle remporte le programme court et se classe deuxième du programme libre pour gagner une deuxième fois d'affilée la Finale du Grand Prix. Elle devient la troisième femme dans l'histoire du patinage artistique à remporter le titre de la Finale du Grand Prix ISU deux fois consécutives, après Tara Lipinski et Irina Sloutskaïa.
Elle devance Mao Asada de 5.24 points. Kim choisit de ne pas participer aux championnats de la Corée du Sud et déclare forfait des Quatre continents 2008, une semaine avant l'événement, gênée par une blessure à la hanche. Elle se remet à temps pour participer aux championnats du monde 2008. Elle se classe 5e du programme court, après avoir chuté sur un triple Lutz. Par contre, elle remporte le programme libre et termine troisième au total pour une deuxième année consécutive.

##### Saison 2008/2009
Yu-Na Kim obtient les assignations de Skate America et de la Coupe de Chine. À Skate America, elle se classe première du programme court avec un score de 69,50. Elle devance les autres patineuses de 11.70 points, malgré un problème sur un double Axel. Elle remporte la compétition avec un score de 123,95, plus de 20 points devant la médaillée d'argent Yukari Nakano. Le succès est toujours au rendez-vous lors de la Coupe de Chine, où elle obtient un score de 63,64 points pour le programme court et de 128,11 points pour le programme libre. Elle a également obtenu que des niveaux 4 pour ses pirouettes et sa séquence de spirale. Son score total est de 191.75, reléguant la médaillée d'argent Miki Ando à plus de 21 points. Ses 2 victoires lui garantissent une place à la Finale du Grand Prix, où elle termine deuxième, devancée par Mao Asada.
Elle prend sa revanche lors des Quatre continents 2009, s'imposant avec 189,07 points devant la Canadienne Joannie Rochette (183,91) et la Japonaise Mao Asada (176,52).

##### Saison 2009/2010

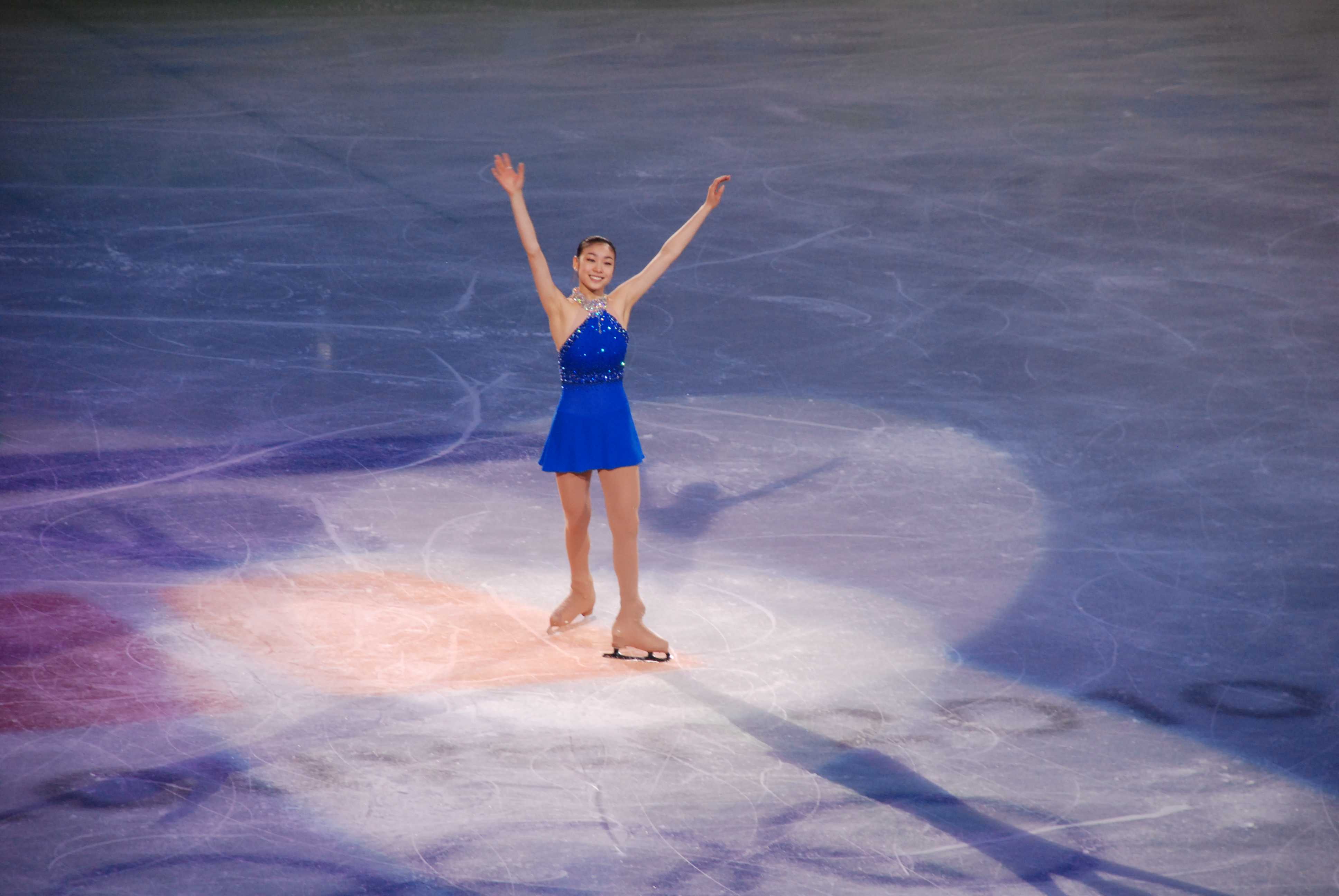
Yu-Na Kim sur la glace du Pacific Coliseum de Vancouver après sa victoire dans la compétition féminine des Jeux Olympiques 2010.

Elle remporte la médaille d'or aux Jeux olympiques de Vancouver, devant la Japonaise Mao Asada et la Canadienne Joannie Rochette, avec un score cumulatif record de 228,56. Elle bat les records des meilleures notes obtenues dans le nouveau système de notation, tant sur le programme court (record battu 8 ans plus tard, le 13 janvier 2022, par la patineuse russe Kamila Valieva) que sur le programme long (record battu par Kamila Valieva en novembre 2021) .

## Technique de sauts et mouvements signature
Kim a réussi son premier triple saut à l'âge de 10 ans. À l'instar de la japonaise Mao Asada, Yu-Na Kim maîtrise l'ensemble des triples sauts depuis l'âge de 12 ans. Lors des championnats du monde junior 2004, Yu-Na Kim a réussi sa première combinaison triple-triple. Elle est alors âgée de 14 ans. Elle a pu exécuter 3 différentes combinaisons de triple-triple en compétition : triple Lutz-triple boucle piqué ; triple flip-triple boucle piqué ; triple boucle piqué-triple boucle piqué.
Kim est la première patineuse à avoir reçu des +2.00 pour l'exécution de ses sauts sous le nouveau système de notation de l'ISU. Elle est également reconnue pour sa grande vitesse sur la glace.
Elle travaille également le triple Axel à l'entraînement mais elle n'a pas encore réussi à en atterrir un de façon propre.
Le mouvement signature de Yu-Na Kim est la Ina Bauer suivi d'un double Axel ou d'une combinaison double Axel-triple boucle piqué. Également, la pirouette arabesque où Yu-Na Kim utilise une variété de positions différentes fait partie de ses mouvements signature.

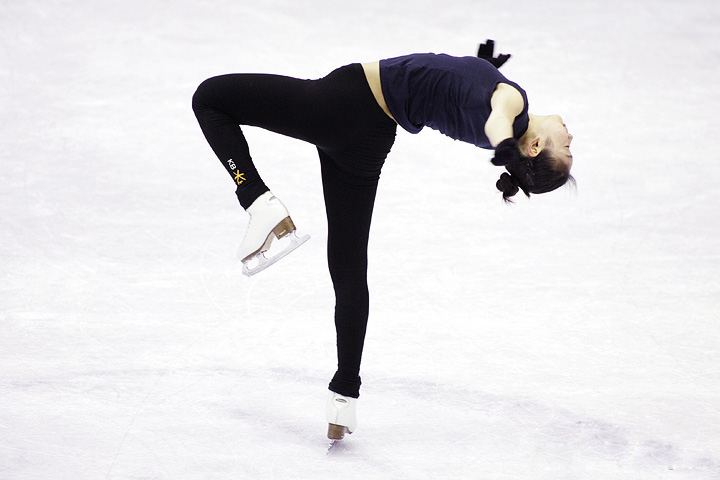
Yu-Na exécute l'un de ses mouvements signature.

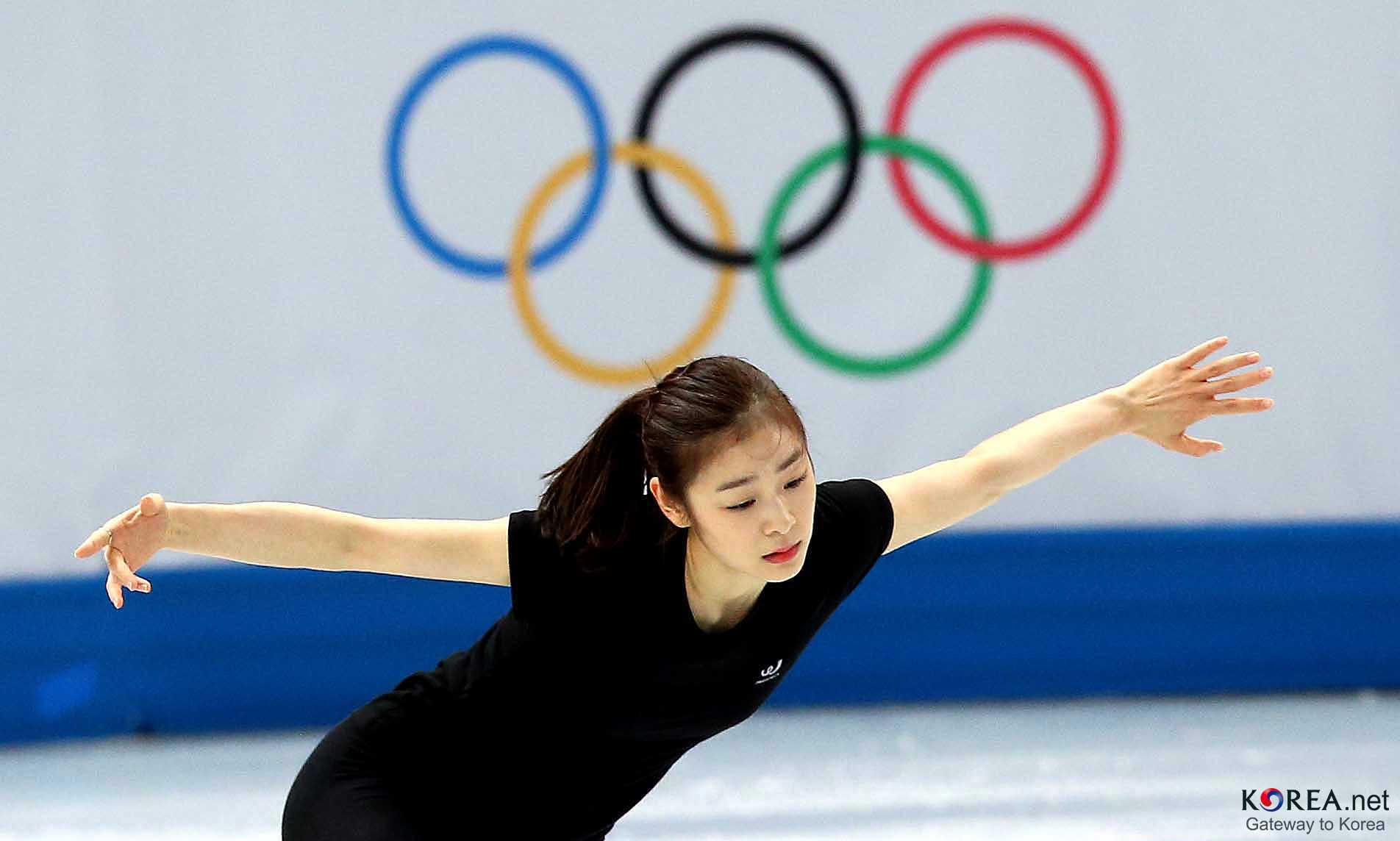
Yu-Na aux JO de Sotchi en 2014.

## Changements d'entraineurs

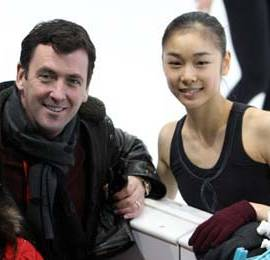
Yu-Na Kim avec Brian Orser à la Finale du Grand Prix 2007/2008.

Pour préparer ses débuts sur la scène senior, Yu-Na Kim a déménagé à Toronto durant l'été 2006 pour travailler avec les choréographes David Wilson et Tom Dickson. Plus tard, Brian Orser est devenu son nouvel entraineur à temps plein. Appréciant l'environnement de Toronto, Kim a décidé d'y faire son principal lieu d'entrainement.

## Accomplissements
- Première patineuse sud-coréenne à remporter une médaille à une compétition du Grand Prix ISU junior ;
- première patineuse sud-coréenne à remporter une compétition du Grand Prix ISU junior ;
- première patineuse sud-coréenne à remporter une médaille à compétition du Grand Prix ISU ;
- première patineuse sud-coréenne à remporter une compétition du Grand Prix ISU ;
- première patineuse sud-coréenne à remporter la Finale du Grand Prix ISU ;
- première patineuse sud-coréenne à remporter une médaille à un championnat de l'ISU ;
- première patineuse sud-coréenne à remporter un championnat de l'ISU ;
- première patineuse sud-coréenne à remporter une médaille aux championnats du monde ;
- première patineuse sud-coréenne à remporter le championnat du monde ;
- record du plus haut pointage pour les dames dans un programme libre et au total, sous le nouveau système de notation ;
- première patineuse à obtenir un pointage total au-dessus de 200 points depuis l'élimination des rondes de qualification en 2007 ;
- première patineuse à obtenir des niveaux d'exécution + 2,00 pour les sauts.

## Palmarès
| Compétition                   | 2003    | 2004    | 2005    | 2006    | 2007    | 2008    | 2009    | 2010    | 2011    | 2012    | 2013    | 2014    |
| Jeux olympiques d'hiver       |         |         |         |         |         |         |         | 1re     |         |         |         | 2e      |
| Championnats du monde         |         |         |         |         | 3e      | 3e      | 1re     | 2e      | 2e      |         | 1re     |         |
| Quatre continents             |         |         |         |         |         |         | 1re     |         |         |         |         |         |
| Championnats de Corée du Sud  | 1re     | 1re     | 1re     | 1re     | F       | F       | F       | F       | F       | F       | 1re     | 1re     |
| Championnats du monde juniors |         |         | 2e      | 1re     |         |         |         |         |         |         |         |         |
|                               |         |         |         |         |         |         |         |         |         |         |         |         |
| Grand Prix ISU                | 2002/03 | 2003/04 | 2004/05 | 2005/06 | 2006/07 | 2007/08 | 2008/09 | 2009/10 | 2010/11 | 2011/12 | 2012/13 | 2013/14 |
| Finale du Grand Prix          |         |         |         |         | 1re     | 1re     | 2e      | 1re     |         |         |         |         |
| Skate America                 |         |         |         |         |         |         | 1re     | 1re     |         |         |         |         |
| Skate Canada                  |         |         |         |         | 3e      |         |         |         |         |         |         |         |
| Coupe de Chine                |         |         |         |         |         | 1re     | 1re     |         |         |         |         |         |
| Trophée de France             |         |         |         |         | 1re     |         |         | 1re     |         |         |         |         |
| Coupe de Russie               |         |         |         |         |         | 1re     |         |         |         |         |         |         |
| Légende : F= Forfait          |         |         |         |         |         |         |         |         |         |         |         |         |

## Programmes
| Saison    | Programme court                           | Programme libre                               | Programme d'exhibition                                                            |
| --------- | ----------------------------------------- | --------------------------------------------- | --------------------------------------------------------------------------------- |
| 2013/2014 | Send In the Clowns par Stephen Sondheim   | Adiós Nonino par Astor Piazzolla              | Imagine par Avril LavigneNessun Dorma par Giacomo Puccini                         |
| 2012/2013 | The Kiss of the Vampire par James Bernard | Les Misérables par Claude-Michel Schönberg    | All of Me par Michael BubléSomeone like you par Adele                             |
| 2010/2011 | Giselle par Adolphe Adam                  | Homage to Korea                               | Bulletproof par La Roux                                                           |
| 2009/2010 | 007 James Bond Medley                     | Concerto en fa par George Gershwin            | Don't Stop the Music par RihannaMédiation de Thaïs par Jules Massenet             |
| 2008/2009 | Danse macabre par Camille Saint-Saëns     | Shéhérazade par Nikolaï Rimski-Korsakov       | Only Hope par Mandy MooreGold par Linda Eder                                      |
| 2007/2008 | Die Fledermaus par Johann Strauss II      | Miss Saigon par Claude-Michel Schönberg       | Just a Girl par No DoubtOnce Upon a Dream par Linda EderOnly Hope par Mandy Moore |
| 2006/2007 | El Tango de Roxanne du film Moulin Rouge  | The Lark Ascending par Ralph Vaughan Williams | Reflection par Christina Aguilera                                                 |
| 2005/2006 | El Tango de Roxanne du film Moulin Rouge  | Papa, Can You Hear Me? du film Yentl          | One Day I'll Fly Away par Nicole Kidman du film Moulin Rouge                      |
| 2004/2005 | Snowstorm par Gueorgui Sviridov           | Papa, Can You Hear Me? du film Yentl          | Ben par Michael Jackson                                                           |
| 2003/2004 | Snowstorm par Gueorgui Sviridov           | Carmen par Georges Bizet                      | –                                                                                 |